# Sikora górska
Sikora górska (Poecile gambeli) – gatunek małego ptaka z rodziny sikor (Paridae) występujący w zachodniej części Ameryki Północnej. Nie jest zagrożony.

## Taksonomia
Tak jak inne gatunki sikor z rodzaju Poecile czasem jest umieszczana w ogólnym rodzaju Parus, ale wyniki szeroko zakrojonych badań morfologiczno-genetycznych wyraźnie pokazują, że razem z innymi spokrewnionymi gatunkami sikor z północnej półkuli sikora górska tworzy osobny rodzaj Poecile. Wyróżnia się od 4 do 6 podgatunków P. gambeli (zob. rozdział Podgatunki).
Epitet gatunkowy upamiętnia Williama Gambela – amerykańskiego badacza, przyrodnika i kolekcjonera okazów.

## Morfologia
Wygląd zewnętrznyCzarna „czapeczka” i gardło; charakterystyczne białe brwi; duże białe policzki; pierś, podskrzydle i dół ciała jasnoszare; skrzydła i ogon ciemnoszare; krótki czarny dziób. Samice i młode ptaki ubarwione są tak samo jak samce.
RozmiaryDługość ciała 13,5–15 cm.
Masa ciałaOd 8,2 do 13,5 g.

## Zasięg występowania
Sikora górska jest ptakiem osiadłym, który zamieszkuje obszary górskie w pasmie Kordylierów i Gór Kaskadowych oraz mniejsze okoliczne górskie pasma i wyżyny od południowego Jukonu (zachodnia Kanada), aż do północnej granicy Meksyku.

## Zachowanie
Latem na ogół spotykana jest od 3500 metrów wzwyż nawet powyżej linii drzew, ale zimą często jest widziana w dolinach. Tak jak wiele innych sikor z rodzaju Poecile gromadzi zapasy żywności, aby przetrwać zimę. Jest gatunkiem monogamicznym tworzącym pary na całe życie albo na kilka lat, ale w zimie często łączy się z innymi małymi ptakami w wielogatunkowe stada. Najczęściej spotykana jest przez cały rok w lasach dominowanych przez sosnę żółtą i sosnę wydmową, latem też wśród topoli osiki, a w zimie wśród jałowców.

## Pożywienie

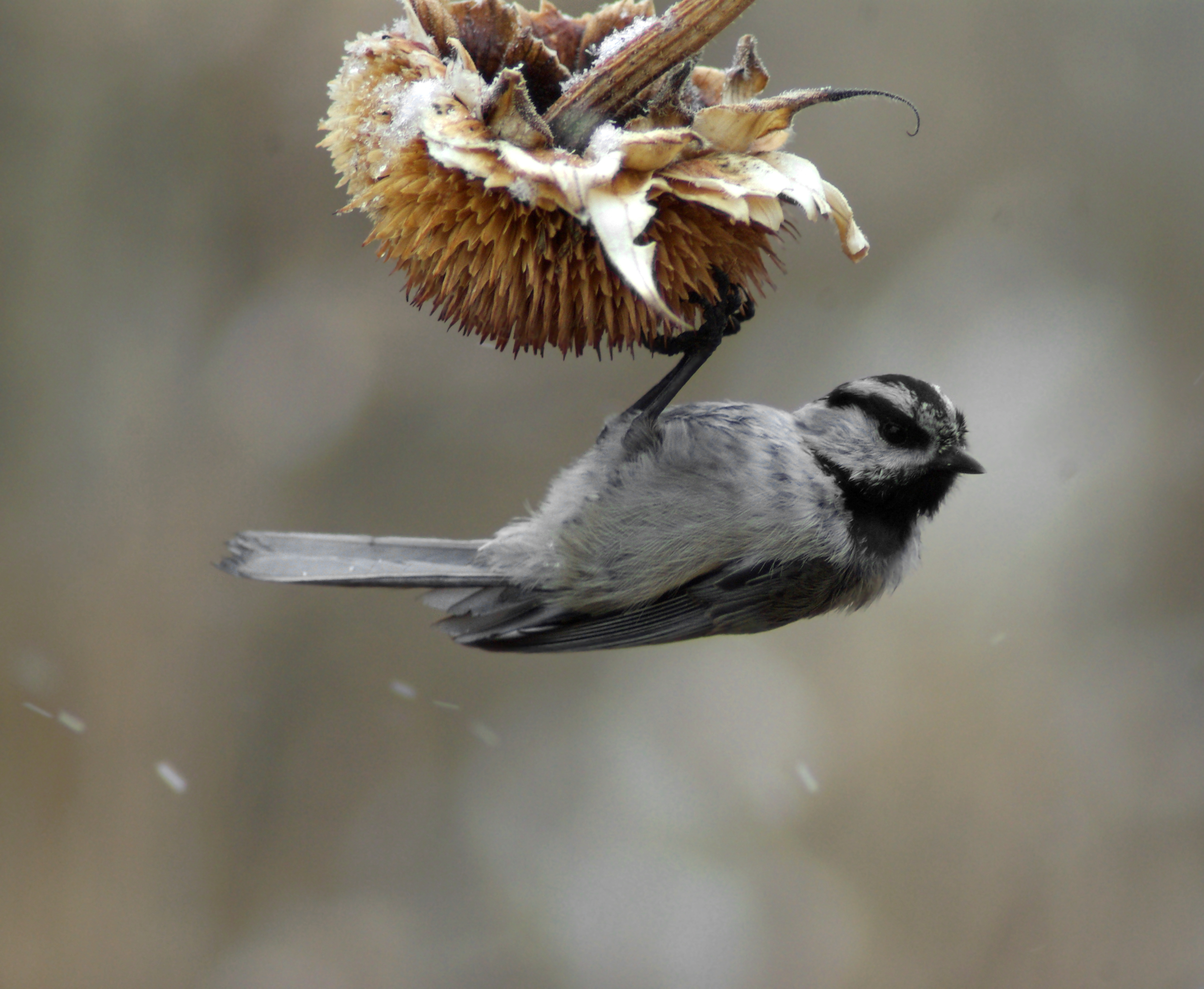
Sikora górska na słoneczniku

Owady i ich larwy wiosną, latem i jesienią; nasiona i owoce drzew i innych roślin przez cały rok. Często widywana jest zawieszona do góry nogami, gdy próbuje się dostać do pożywienia. Na zimę robi zapasy żywności, które chowa w szparach w korze i pod ściółką leśną.

## Lęgi
GniazdoOpuszczone dziuple dzięciołów lub naturalne wgłębienia w drzewach. Samica buduje gniazdo o fundamentach z mchu i trawy, dodając miękką sierść i pióra na samą górę.
Jaja, wysiadywanie, pisklętaSamica składa od 5 do 9 jaj w połowie wiosny (im bardziej na północ, tym później) i wysiaduje je przez około 14 dni. Przez ten czas jest karmiona przez partnera, ale jeśli opuszcza gniazdo, to przykrywa jajka sierścią i piórami. Przez następne 21 dni młode są karmione przez oboje rodziców, dopóki młode nie opuszczą gniazda. Pozostają na terytorium rodziców przez następne 2 lub 3 tygodnie, zanim nie odlecą poszukać swego własnego terytorium.

## Podgatunki
Zwykle wyróżnia się cztery podgatunki P. gambeli:
- P. gambeli baileyae – pacyficzne zbocza Gór Skalistych w zachodnich USA i zachodniej Kanadzie.
- P. gambeli inyoensis – środkowe Góry Skaliste w zachodnich USA (południowo-wschodni Oregon i południowe Idaho na południe po środkowo-wschodnią Kalifornię i północno-zachodnią Arizonę).
- P. gambeli gambeli – najbardziej rozlegle występujący podgatunek: zachodnio-środkowe USA (wschodnie Góry Skaliste od środkowej Montany na południe po Nowy Meksyk i zachodni Teksas).
- P. gambeli atratus – północna Kalifornia Dolna w północno-zachodnim Meksyku.

Niektórzy autorzy wyróżniają jeszcze dwa podgatunki P. gambeli:
- P. gambeli abbreviatus – południowo-zachodnia Kanada i góry wybrzeży północnej Kalifornii (czasem uznawany za rasę P. gambeli baileyae).
- P. gambeli wasatchensis – centralne i południowe Idaho, południowo-zachodnie Wyoming i północne Utah (czasem uznawany za rasę P. gambeli inyoensis lub P. gambeli gambeli).

Proponowany podgatunek P. gambeli grinnelli (Idaho) nie jest obecnie uznawany i traktuje się go jako synonim P. gambeli baileyae.

## Status
W Czerwonej księdze gatunków zagrożonych IUCN sikora górska klasyfikowana jest jako gatunek najmniejszej troski (LC, Least Concern). W 2017 roku organizacja Partners in Flight szacowała liczebność populacji lęgowej na 7,5 miliona osobników. Według szacunków North American Breeding Bird Survey, liczebność populacji pomiędzy 1966 a 2014 rokiem spadła o 53%, jednak BirdLife International ocenia trend liczebności populacji jako stabilny.